# Rollags kommun
Rollags kommun (norska: Rollag kommune) är en kommun i Buskerud fylke i sydöstra Norge. Kommunens centralort är byn Rollag medan den enda tätorten är Veggli.
Rollags kommun gränsar i norr till Nore og Uvdals kommun, i öster till Sigdals kommun, i söder till Flesbergs kommun och i väster till Tinns kommun i Telemark fylke.

## Administrativ historik
Rollags kommun upprättades den 1 januari 1838 (som Rollag formannskapsdistrikt) när Formannskapslovene från 1837 trädde i kraft. Kommunen omfattade då hela nuvarande Rollags kommun, hela nuvarande Nore og Uvdals kommun samt den sydöstra delen av nuvarande Hols kommun (området kring Dagali).
1858 bröts Nore kommun ut ur kommunen som då minskade från 5 297 invånare före delningen till 1 869 invånare efter.

## Tätorter
I Rollags kommun finns en tätort:
- Veggli

## Socknar
Inom Norska kyrkan är Rollags kommun indelad i två socknar:
- Rollags socken
- Veggli socken

Socknarna ingår i Kongsbergs prosteri i Tunsbergs stift.

## Bilder

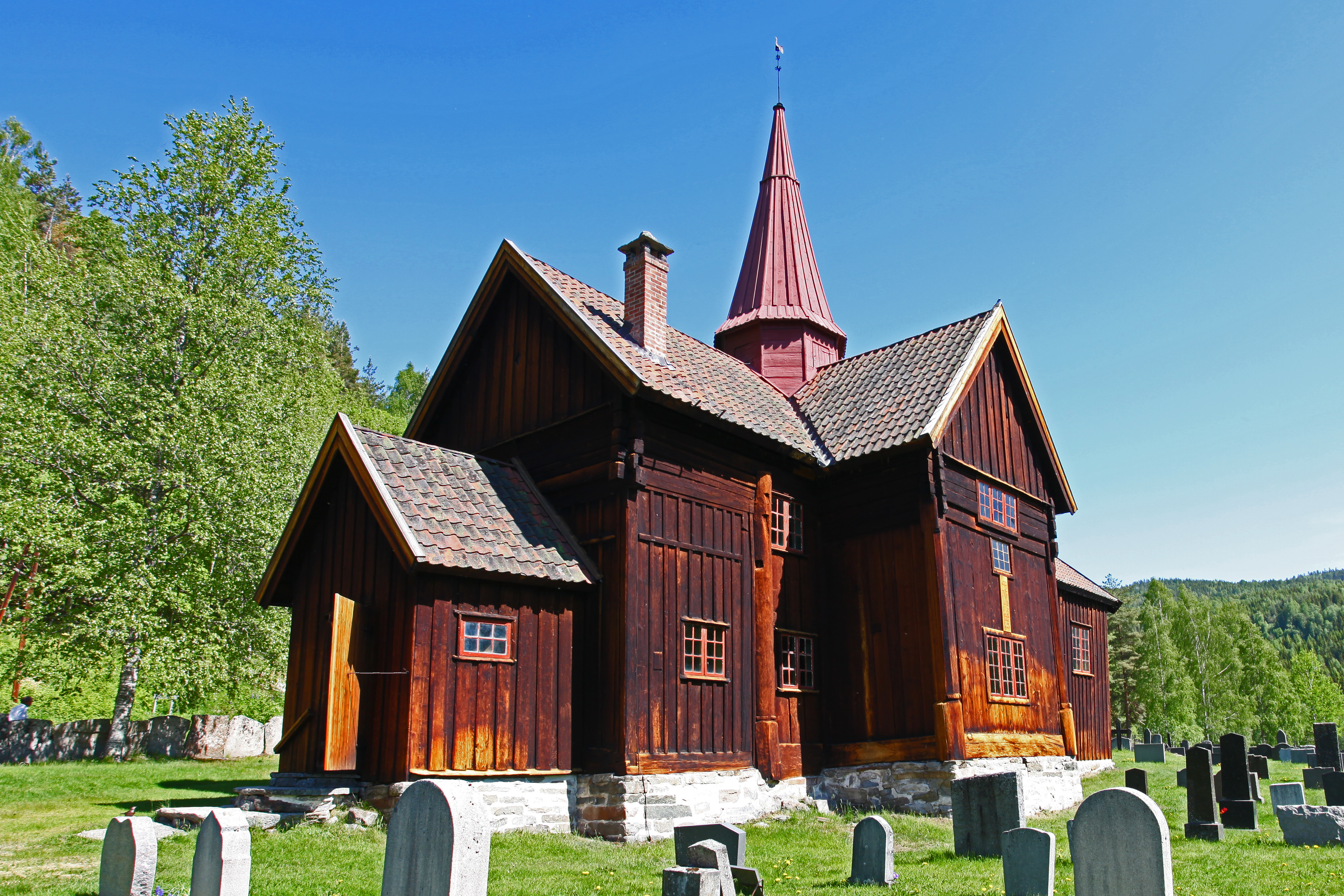
Rollags stavkyrka.
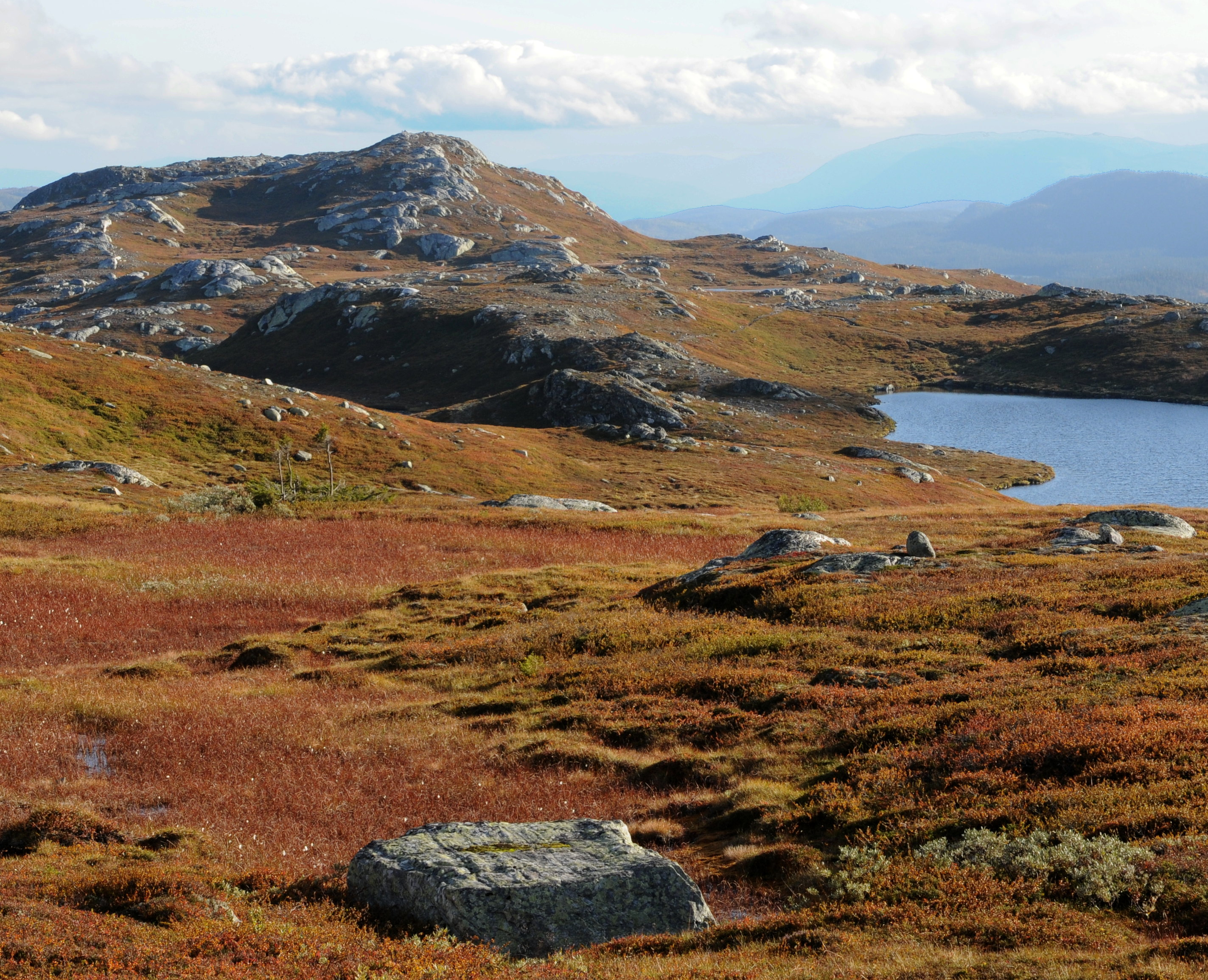
Vegglifjell.